# Giuseppe Montuschi
Giuseppe Montuschi (Faenza, 15 gennaio 1927 – Imola, 14 dicembre 2009) è stato un giornalista e editore italiano, specializzato nel campo della divulgazione elettronica.

## Biografia
Esponente dei divulgatori  elettronici  in Italia, dopo un apprendistato come radioriparatore, la sua vocazione editoriale si manifestò intorno agli anni cinquanta collaborando da esterno alla rubrica di progetti dei lettori della  rivista  "Sistema A". Successivamente divenne editore in proprio pubblicando numerose testate fra le quali Sistema Pratico, La Tecnica Illustrata, Selezione Pratica, Quattro Cose Illustrate, diversi manuali e pubblicazioni specializzate nel settore divulgativo elettronico. 

### Nuova Elettronica
Nel 1969 infine nacque Nuova Elettronica. Con Nuova Elettronica Montuschi si concentrò sulla sola divulgazione elettronica in tutti i suoi aspetti, tralasciando gli argomenti di tecnica varia e invenzioni generiche (meccanica, falegnameria, cosmetica, ecc.) che caratterizzavano le precedenti riviste degli anni '50 e '60.  Con Nuova Elettronica nacque l'abbinamento, di grande successo, fra la rivista che pubblicava il progetto e la scatola di montaggio, inizialmente venduta per corrispondenza, che ne consentiva la realizzazione pratica. Il kit di Nuova Elettronica univa in un unico imballaggio blisterato tutti i componenti elettronici necessari ed il circuito stampato con la serigrafia dei componenti. Le istruzioni per il montaggio ed il test di corretto funzionamento erano reperibili sulla rivista. Per i progetti più importanti vennero anche commercializzati a costo separato i contenitori adatti. 
Il successo dei kit fu tale che alla vendita per corrispondenza si aggiunse poi negli anni '80 la distribuzione presso negozianti convenzionati, capillarizzando il marchio in epoca pre-Internet sia in Italia che all'estero, in Spagna, Francia, Grecia, Germania, Argentina. 
Dal 1990 circa Montuschi, che a parte qualche progetto e articolo, per ragioni di salute aveva ridotto la sua attività editoriale, lasciò la rivista alle cure della figlia e dell'ultimo direttore, Leonardo Righini.